# Trekljano
Trekljano (bulgariska: Трекляно) är en ort i Bulgarien.   Den ligger i kommunen Obsjtina Trekljano och regionen Kjustendil, i den västra delen av landet, 60 km väster om huvudstaden Sofia. Trekljano ligger 756 meter över havet och antalet invånare är 491.